# GP Laguna
El GP Laguna (oficialmente: Grand Prix Laguna) es una carrera ciclista croata que se desarrolla en los alrededores de la Península de Istria. Creada en 2015, forma parte del UCI Europe Tour desde 2015, en categoría 1.2. 

## Palmarés
| Año  | Ganador         | Segundo         | Tercero          |
| ---- | --------------- | --------------- | ---------------- |
| 2015 | Michael Gogl    | Seid Lizde      | Simone Petilli   |
| 2016 | Filippo Ganna   | David Per       | Domen Novak      |
| 2017 | Andrea Toniatti | Paolo Totò      | Stephan Rabitsch |
| 2018 | Paolo Totò      | Lukas Schlemmer | Andrea Toniatti  |

## Palmarés por países
| País    | Victorias |
| ------- | --------- |
| Italia  | 3         |
| Austria | 1         |